# Tuxedo Buck
Tuxedo Buck is een Nederlandse rockband uit Nijmegen die is opgericht in 1985. Het genre is een mix van Rockabilly, punkrock en gitaarrock.

## Beginperiode
Studenten van de Nijmeegse lerarenopleiding Tehatex formeerden de band in 1985, bestaande uit: Eric Bökkerink (zang), Walter van Rooij (gitaar), Ger de Vries (mondharmonica), Walter Koning (gitaar), André Gerards (Bas), Henry Daams (drums). Dit zestal vertrok naar Zuid-Frankrijk om daar op de boulevards van Cannes op te treden.
Spoedig verliet Bökkerink de band, waarna Walter van Rooij voortaan de zangpartijen overnam. Er werd voornamelijk opgetreden in cafés met een rockabilly-achtig repertoire. In 1986 verving Henk-Jan Verstege, Henry Daams op drums.
In 1991 wist de band de Amerikaan Evan Johns te strikken voor de productie van hun debuut CD "Wild'N Crazy Love Things (1991)
bij het label Rockhouse - ROCK CD 9117. Van deze CD, werd de single "Torture Van" (Rockhouse - SP 9172) op vinyl uitgebracht.

## 1992 - 1994
Na het verschijnen van de eerste CD in 1991 werden er in dat jaar meer dan 100 optredens gegeven in Nederland, België en Frankrijk. Tuxedo Buck werd veel gedraaid op de nationale radio bij VPRO, KRO en VARA.
In 1992 verscheen hun tweede CD "Cut Rate Liquor" bij Munich Records (MRCD 159). Deze CD werd ook door Evan Johns geproduceerd. Van deze CD kwamen twee singles uit, op vinyl: "Another lonely night" (MRS 777) en op CD single: "Brand new dance called Hurricane" (MRCDS 783). Tussen de opnames door werd er steeds veel opgetreden, op de Nederlandse clubpodia en festivals.
In 1993 kwam van "Evan Johns and the H-Bombs" en "Tuxedo Buck" samen een CD uit genaamd: Texas Twang Vol 1 (NETCD 0045).
In 1994 kwam de vierde CD uit bij Munich Records "Buck's Hit Shack" (MRCD 170), deze Cd werd geproduceerd door de bandleden zelf in verband met alcohol verslaving van Evan Johns. Deze CD werd ook in de Verenigde Staten uitgebracht en er volgde een Amerikaanse tournee. In de vier weken durende tournee werden rond de 20 optredens gegeven in de Zuidelijke staten van de USA. 

## 1995 - 1998
In deze periode blijft Tuxedo Buck optreden zonder een nieuw album uit te brengen.

## Na 1999 tot heden
De band blijft regelmatig gelegenheidsoptredens gegeven, bijvoorbeeld rond de Nijmeegse Vierdaagse, De Kaaij, Billy in Bottendaal (meestal in café MAXIM) en Mãnãna Mãnãna-festival in de achterhoek. 
Sinds 2021 zijn er opnames gemaakt voor een nieuwe LP, 'Out Of My Head' geheten. Deze LP/CD werd in november 2023 gepresenteerd in Merleyn Nijmegen.